# كلية الحاسبات والذكاء الاصطناعي (جامعة بنها)
كلية الحاسبات والذكاء الاصطناعي بجامعة بنها هي واحدة من آخر كليات الحاسبات والمعلومات التي أُنشِأت في مصر.

## أقسام الكلية
- علوم الحاسوب.
- نظم المعلومات.
- تكنولوجيا المعلومات.
- الذكاء الاصطناعي

## تاريخ نشأة الكلية
- وافق المجلس الأعلى للجامعات على إنشاء كلية الحاسبات والمعلومات بجامعة بنها عام 2006.

## التدريب الصيفي
- تُتيح الكلية لطلابها التدريب الصيفي بداخل الكلية في الفرقة الأولى والثانية. أما في الفرقة الثالثة فتتيح التدريب لدى شركات الكمبيوتر (الحاسوب) في مصر.

## مدة الدراسة ونظام الدراسة
- مدة الدراسة أربع سنوات فقط.
- نظام الكلية يتبع الانتظام ولا يتبع نظام الانتساب.

## شروط الالتحاق بالكلية
- أن يكون الطالب حاصلاً على شهادة الثانوية العامة بدرجة ناجح وأن يكون من شعبة علمي رياضة أو علمي علوم. وأن يكون مجموعه مستوفياً المجموع الذي تحدده الكلية من خلال عملية تنسيق القبول بالجامعات.

## شروط الالتحاق بأقسام الكلية
بالنسبة لقسمي نظم المعلومات وعلوم الحاسب:
- أن يكون الطالب ناجحاً بالفرقتين الأولى والثانية والثالثة.
- وعلى ذلك يمكنه اختيار تخصص من التخصصين الموجودين بالكلية.

## المستقبل الوظيفي
- معظم الشركات الخاصة والحكومية تطلب تخصصات الحاسبات والمعلومات.

## موقع الكلية
- يقع مقر الكلية بمدينة بنها الجديدة بجوار سنترال بنها الجديد ضمن الموقع العام الذي يضم كلية الهندسة ببنها «المعهد العالي للتكنولوجيا سابقا» بغرب كلية العلوم.

## وصلات خارجية
- الموقع الرسمي لكلية الحاسبات والمعلومات جامعة بنها

1. ↑  "Aligned ISNI and Ringgold identifiers for institutions". Zenodo (بالإنجليزية). 24 Aug 2017. DOI:10.5281/ZENODO.758080. QID:Q64159407.